# 豪斯
豪斯是奥地利施蒂利亚州利岑县的一个市镇。总面积81.77平方公里，总人口2475人，人口密度30.3人/平方公里（2005年）。